# 沙子宫殿 (2005年电视剧)
《沙子宫殿2005》（羅馬化：Wimarn Sai），又译作《清迈之恋》、《沙丘上的天堂》，是一部由Exact & Scenario制作，查克利·彦纳姆、楠迪·宗拉维蒙领衔主演的泰国情节剧。此剧改编自Walai Nawara的同名泰语小说，于2005年3月8日至5月9日，每逢星期一至星期二晚上8时15分至9时15分在泰国第5电视台播出。
2021年，由The One Enterprise制作，艾丝特·苏普莉拉以及杰迪帕·迪拉朋帕领衔主演的同名电视剧通过One 31台播出。此剧同样改编自Walai Nawara的同名泰语小说。

## 演员阵容
| 演员          | 角色           | 中文配音 |
| ------------- | -------------- | -------- |
| 查克利·彦纳姆 | 帕尼           |          |
| 楠迪·宗拉维蒙 | 阿丽莎拉／帕茶 |          |
| 尼鲁·西里詹亚 | 埠聪           |          |
| 皮佳娜·莎卡功 | 诗丽拉萨迷     |          |